# Kap-York-Tüpfelkuskus
Der Kap-York-Tüpfelkuskus (Spilocuscus nudicaudatus) ist ein behäbiges Beuteltier aus der Familie der Kletterbeutler (Phalangeridae), das nur auf der nordostaustralischen Kap-York-Halbinsel nördlich des Stewart River vorkommt. Die Art galt ursprünglich als Unterart des Eigentlichen Tüpfelkuskus (Spilocuscus maculatus). Im 2015 erschienenen Beuteltierband des Handbook of the Mammals of the World, eines Standardwerks der Mammalogie, wird sie als eigenständige Art geführt.

## Merkmale
Der Kap-York-Tüpfelkuskus gehört zu den kleinsten Tüpfelkuskusarten und erreicht eine Kopf-Rumpf-Länge von 41 bis 58 cm, hat einen 37,5 bis 49,5 cm langen Greifschwanz, und er erreicht ein Gewicht von 2,7 bis 4,9 kg. Im Schnitt ist der Schwanz 11 % kürzer als Kopf und Rumpf zusammen. Lediglich der Manus-Tüpfelkuskus (Spilocuscus kraemeri) ist kleiner. Ähnlich wie Koalas (Phascolarctos cinereus) haben Kap-York-Tüpfelkuskus ein silbergraues, wolliges Fell. Das Fell der Bauchseite ist vom Kinn bis zum Schwanz cremefarben, manchmal auch die Oberseite des Schwanzes. Das Fell der Rückenseite ist auf dem Kopf und den Schultern dunkler als das übrige Rückenfell. Der körperferne Abschnitt des Schwanzes, die Schnauze, die Hände und Füße sind gelblich. Männchen haben auf dem Rücken cremefarbene oder weißliche, unregelmäßige Flecken. Eine ähnliche Färbung besitzt die auf den südlichen Molukken vorkommende Form des Eigentlichen Tüpfelkuskus. Im Vergleich zu anderen Tüpfelkuskusarten ist der Schädel des Kap-York-Tüpfelkuskus kleiner und die Molaren sind schmaler. Die Ohren sind kurz und stehen nur wenig aus dem Fell hervor.

## Lebensraum
Der Kap-York-Tüpfelkuskus kommt in Regenwäldern vom Meeresniveau bis zu den Gipfeln der McIlwraith Range in Höhen von mehr als 800 Metern vor. Weniger häufig ist er in Mangroven, in Beständen der Nipapalme (Nypa fruticans) oder von Myrtenheiden (Melaleuca) oder in offenen Wäldern, die mehr als 500 Meter vom nächsten geschlossenen Regenwald entfernt liegen.

## Lebensweise
Der Kap-York-Tüpfelkuskus ist weitgehend nachtaktiv, wurde aber auch kurz nach Sonnenaufgang beobachtet. Den Tag verbringt er in Astgabeln, dichtem Laubwerk oder auf einfachen, aus zusammengetragenen, belaubten Zweigen selbst gebauten Plattformen. Er ernährt sich von Früchten und Blättern und wurde dabei beobachtet, Blätter von Glochidion und Früchte von Nauclea orientalis, Planchonella und der Feigenart Ficus hispida zu fressen. In Gefangenschaft gehaltene Tiere verspeisten lieber junge Blätter als alte und nahmen auch Wirbellose zu sich. Jungtiere im Beutel der Mutter wurden vor allem von Juli bis September und im Dezember beobachtet. Normalerweise bekommt ein Weibchen ein einzelnes Jungtier. Es wurden aber auch Weibchen mit bis zu drei Jungtieren im Beutel gesichtet. Bekannte Fressfeinde des Kap-York-Tüpfelkuskus sind der Keilschwanzadler (Aquila audax) und der Neuguinea-Amethystpython (Simalia amethistina).

## Belege
1. 1 2 3 4  Kristofer Helgen & Stephen Jackson: Family Phalangeridae (Cuscuses, Brush-tailed Possums and Scaly-tailed Possum). In: Don E. Wilson, Russell A. Mittermeier: Handbook of the Mammals of the World – Volume 5. Monotremes and Marsupials. Lynx Editions, 2015, ISBN 978-84-96553-99-6, S. 497.